# Kleingesee
Kleingesee  ist ein Gemeindeteil des Marktes Gößweinstein im Landkreis Forchheim (Oberfranken, Bayern). Mit 522 Einwohnern (Stand 30. Juni 2022) ist Kleingesee nach Gößweinstein der zweitgrößte Ort der Gemeinde.

## Geschichte
Am 1. Januar 1953 trat die Gemeinde Kleingesee Gebietsteile zur Bildung der damaligen Gemeinde Bärnfels ab. Am 1. Januar 1972 wurde Kleingesee in den Markt Gößweinstein eingegliedert.

## Regelmäßige Veranstaltungen
- Faschingszeit: Rosenmontagball, Ball der Vereine, Kinderfaschingsball.
- Mai/Juni (Wochenende nach Christi Himmelfahrt): Kerwa (Kirchweih)
- Juni: Sonnwendfeier (Johannisfeuer)
- August: Brunnenfest am Dorfbrunnen

Organisiert werden diese Veranstaltungen von der Dorfjugend und den örtlichen Vereinen, wie Freiwillige Feuerwehr und Sportgruppen.

## Sehenswertes
Sehenswert sind die renovierte katholische Kirche Herz-Jesu, der Dorfbrunnen, der jedes Jahr zu Ostern geschmückt wird, sowie die Reipertshöhle zwischen Kleingesee und Bärnfels.